# Skomakare

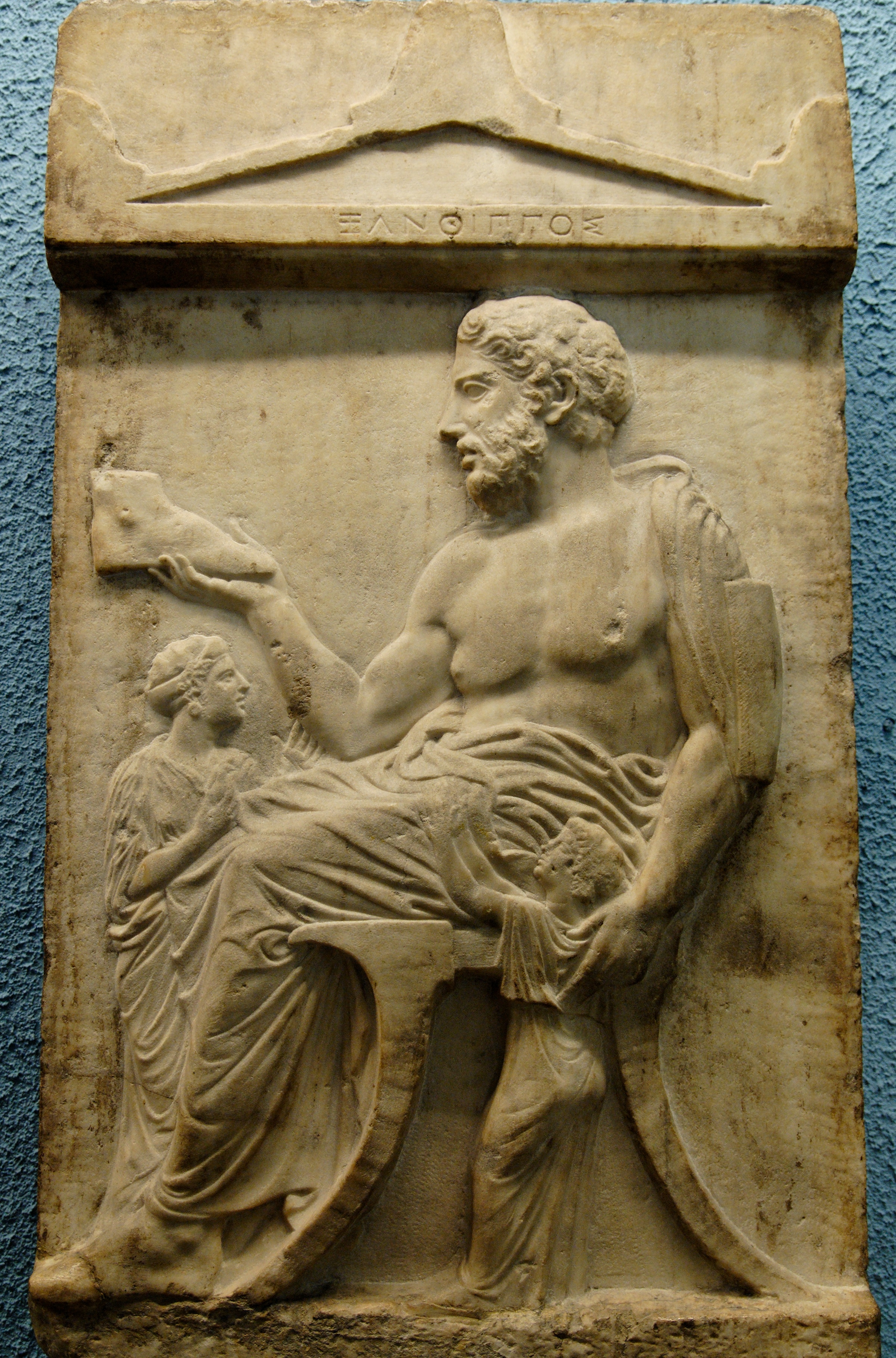

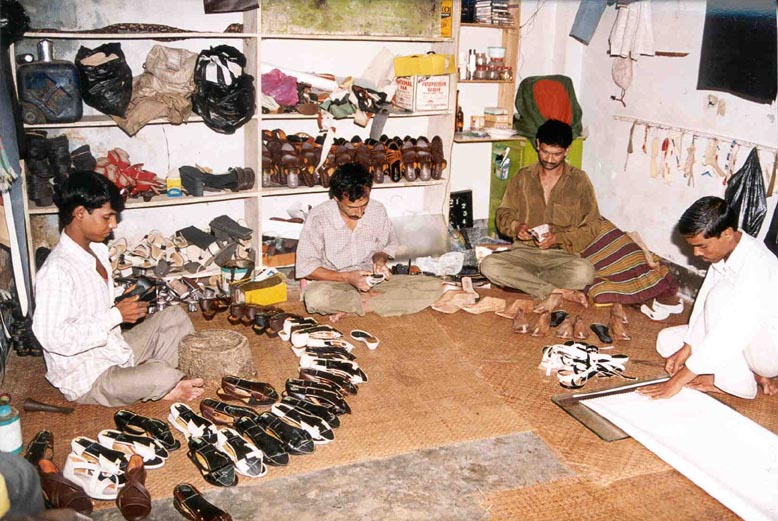
Nutida skomakare i Bangladesh.

Skomakare är en person som har till yrke att tillverka eller laga skor. Efterleden "makare" härrör från tyskan machen, att göra.

## Skomakare i Sverige

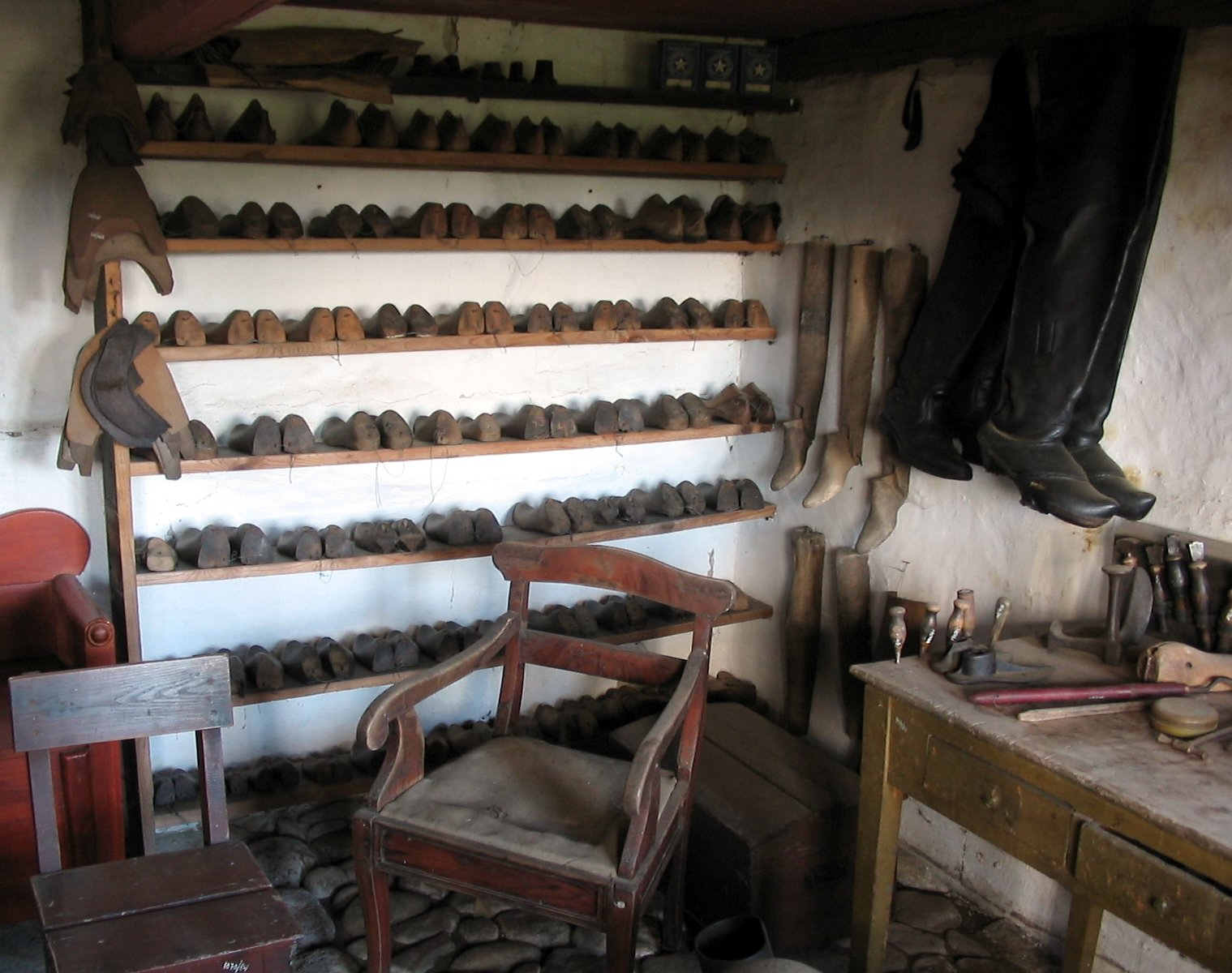
Interiör från ett äldre skomakeri i Danmark.

Skomakarna i Sverige var ursprungligen organiserade i ett skrå, kallat Skomakareämbetet (bildat 1474 och nedlagt 1848). De var inställda på massproducering av enklare skor, medan finare skor och särskilt damskor normalt sett importerades. Yrkesgruppen har alltid varit en av de vanligaste och största till antalet och förekom i alla städer och även på landsbygden. I Stockholm fanns i snitt runt 20 verksamma skomakarmästare under perioden 1461–1615.
Att starta en skomakarverkstad krävde inget stort kapital, vilket gjorde att gesäller som hade svårigheter att starta en verkstad inom skrået ofta startade egna verkstäder utanför dem, vilket kraftigt underminerade skomarkarskrået. Även kvinnor öppnade sådana verksamheter utanför skråna – år 1809 beskrevs till exempel en "skomakerska" i Stockholm, "Fru Söderlund", som en av huvudstadens mest populära inom sitt yrke och överlastad av uppdrag.
Fram till mitten av 1800-talet gick skomakarna i allmänhet runt i gårdarna och tog upp beställningar på skor. Anders Andersson skomakare och torparson från Kumla ändrade på detta genom att göra flera par skor i olika storlekar som han sedan sålde på marknaden. Anders Andersson, partiskomakeriets fader, tog ett stort steg mot en industrialiserad skotillverkning med centrum i Kumla och Örebro.
Idag är det Sveriges Skomakarmästarförbund (bildad 1901) som värnar skomakarnas intressen och är dess branschorganisation. Förbundet har sitt kontor på Tyskbagargatan 7 i Stockholm.

## Skoflickare
Skoflickare, även kallat skobötare (böta = laga), skolappare eller lappskomästare, är en äldre yrkesbenämning på en person som lagade skor, till skillnad från skomakare som tillverkade skor. Yrket fanns på kontinenten redan under medeltiden, men omnämndes först i Sverige på 1600-talet. Redan runt 1770 föreslogs att skoflickareämbetet och skomakareämbetet skulle förenas, men det skedde först 1827 och därmed upphörde skoflickarehantverket att vara ett självständigt yrke.